# Дідік Данило Андрійович
Данило Андрійович Дідік (нар. 27 квітня 1999, Харків — 23 лютого 2015, Харків) — 15-річний громадський активіст, який став жертвою теракту під час Маршу єдності в Харкові в лютому 2015 року.

## Життєпис
Данило народився в Харкові 27 квітня 1999 року. Старший син у сім'ї, яка також виховує дівчину Ніку (* 2011). 2002 року родина Данила переїжджає до Ганновера в Німеччину, однак за три роки через бажання сина жити в Україні повертається до Харкова. Хлопець навчався в місцевій бізнес-гімназії, а з третього класу у школі № 11. Займався плаванням, вільною боротьбою, дзюдо, самбо, грав у дитячій футбольній команді харківського Металісту.
Як учасник фанатського та патріотичного руху в Харкові виступав на захист єдності та незалежності України після початку агресії Росії проти України 2014 року, брав участь у всіх акціях за цілісність України. Зокрема, 27 квітня 2014 року, у свій день народження, Данило пройшов у колоні разом із п'ятьма тисячами вболівальників футбольного клубу Металіст та Дніпро в ході́ «За Єдину Україну», що знаменувала, зокрема, примирення і єднання груп футбольних фанатів (аналогічну ходу в Донецьку наступного дня атакували проросійські бойовики).

## Участь у Марші Єдності
22 лютого 2015, в річницю перемоги Революції Гідності, у Харкові проходила хода на підтримку єдності України, в якій брав участь Данило. Хода почалася біля Палацу Спорту, активісти вишикувалися в колону та рушили в напрямку майдану Свободи, однак встигли пройти лише 100 метрів, коли було здійснено теракт, організатори якого (Сергій Башликов, Віктор Тетюцький, Володимир Дворніков), були пізніше ув'язнені, а згодом відпущені за процедурою обміну полоненими.
Хлопець ішов попереду колони, перебував поблизу епіцентру вибуху й отримав тяжку черепно-мозкову травму. Травма призвела до коми. Наступного дня, 23 лютого 2015 року, не приходячи до тями, Данило помер. Тоді від вибуху міни, закладеної проросійськими терористами, загинули ще троє учасників ходи: Микола Мельничук (18 років), Вадим Рибальченко (37 років), Ігор Толмачов (52 роки).

## Вшанування пам'яті

Меморіальна дошка у Харкові

- Юрій Журавель, український музикант із Рівного, лідер і вокаліст гурту Ot Vinta!, художник, аніматор, громадський діяч, актор і сценарист 24 лютого 2015 року написав портрет Данила. Твір увійшов до книги «Двотомник Карикадурка», оригінал картини автор передав родині Дідіків
- До Дня незалежності 2015 року Данила посмертно нагороджено орденом За мужність ІІІ ступеня (Указ Президента України № 491/2015)[5]
- 14 серпня 2015 року — в Храмі апостола і євангеліста святого Іоанна Богослова Ігор Толмачов і Данило Дідік були посмертно нагороджені медаллю За жертовність і любов до України[6]
- 22 лютого 2016 — відкрито пам'ятний знак загиблим внаслідок теракту 22 лютого 2015 року[7], ім'я Данила поруч із іншими трьома жертвами теракту
- В 2016-му на вшанування пам'яті Данила однокласники започаткували традицію проведення аукціону «Баш на баш пам'яті Дані Дідіка»[8][9][10]
- В лютому 2016-го на вшанування спортсменів-дзюдоїстів, які віддали життя за цілісність і свободу України, в тому числі на пам'ять Дані Дідіка проведено «Турнір по дзюдо пам'яті Героїв Небесної сотні»[11]
- В складі ГО «Цивільний повітряний патруль» працює авіаційний навчальний кадетський центр, який названо іменем Данила Дідіка[12]
- Також до роковин теракту студія «Зміст» створила фільм «Выбор пятнадцатилетнего. Данил»[13]
- «Данька, я присвячую цю книжку про людське життя — тобі. Наглядай за нами, щоб ми не похитнулися в головний момент», — цитата з книги «1000 і 1 ніч війни», присвяченої Дані Дідіку, українського журналіста, автора відомого проекту «Служба розшуку дітей», письменника і музиканта Руслана Горового. (2017 рік. Видавництво «ТаТиШо»). Презентація книги відбулася не лише містами України, а й у Німеччині, де колись жив Данило. До презентації книги харківський художник Микита Тітов написав портрет Дані Дідіка
- Олена Соловйова, волонтер, разом із товаришами-однодумцями, серед яких і Андрій Дідік, тато Данила, заснувала Благодійну організацію "Благодійне товариство «Відкриваючи серце», яка продовжує нести кредо його сина — лишатися людиною і робити добро[14]. На вшанування пам'яті Дані Дідіка благодійний фонд «Відкриваючи серце» провів акцію «Два тижні без війни», завдяки якій діти загиблих військовиків дістали змогу безкоштовно відпочити в Німеччині[15]
- 26 квітня 2018 року на майданчиках ДЮФСШ «Металіст 1925» з ініціативи фонду, керівництва клубу та громадськості відбувся футбольний турнір пам'яті Дані Дідіка, в його відкритті взяли участь музиканти Фоззі і Борис Севастьянов, група «Папа Карло», атлети всеукраїнської програми «Сила нації»[16][17]
- 27 квітня 2018 Покровська міська раді ухвалила рішення про присвоєння дитячо-юнацькій спортивній школі м. Покров імені Данила Дідіка. На свято Покрова того ж року був проведений юнацький турнір пам'яті Дані, в якому місцеві футболісти перемогли гостей з Дніпра і Марганця[18]
- Під час прощального матчу воротаря харківського «Металіста» Олександра Горяїнова його син Олексій вийшов на поле у футболці з зображенням Данила[19]
- 17 червня 2018 в Сумах відбулося змагання учасників АТО, які отримали інвалідність, «Сила нації». Організатори присвятили турнір пам'яті Данила Дідіка
- 23 вересня 2018 в Одесі Українська спортивна федерація «Козацький двобій» організувала дитячий турнір пам'яті Данила[20].
- В 2018 році Харківська міська адміністрація отримала петицію щодо присвоєння спеціалізованій школі I—III ступенів № 11, де навчався Данило, його імені. Пропозиція була переадресована в Міську комісію з питань топономіки[21]. Ініціатива отримала значну підтримку: від Голови Харківської ОДА, письменників С. Жадана, Р. Горового, міських активістів, учнів школи, городян і громадян з інших міст. Станом на осінь 2018 згадана комісія розглянула та погодила пропозицію адміністрації школи щодо розміщення пам'ятної дошки Данилові (спільної з Героєм України Василем Мельниковим[22]), в той же час пропозиція щодо присвоєння імені Данила Дідіка школі, в якій він вчився, комісією не розглянута.
- 4 березня 2019 в будівлі Чернігівського обласного академічного українського музично-драматичного театру імені Т. Шевченка відбулася 29-та церемонія нагородження неурядовим орденом Народний герой України (нагорода заснована 2015 року). Серед нагороджених посмертно був названий Данило Дідик[23]
- 19 березня 2019 року в структурі УПЮ, юнацької частини українського Пласту, з'явився підготовчий курінь ім. Данила Дідика станиці Харків[24].
- Десятки художників й ілюстраторів долучились до створення портретів Данила[25].
- Портрет Данила разом з портретом Миколи Мельничука міститься в Меморіальному комплексі «Пам'яті героїв Крут» в експозиції про молодих захисників України, загиблих під час сучасної війни[26].
- У липні 2019 р. українські музиканти розпочали проект «Так працює пам'ять», у рамках якого створюється музичний альбом у пам'ять про Данила і всіх, хто віддав життя за незалежність України[27][28]. Роботи для збірки вже записали групи «Kozak System», «Брати Станіслава», «Папа Карло» та друзі, «Без Обмежень», «Широкий лан», «Сонячна машина», «TaRuta», Марина Одольська, Микита Мігур, «МЕРІ», «Пенсія», «Транс-Формер», «Фіолет», Марія Бурмака, «КораЛЛі», «ТНМК», «Goncharova project», «MOTANKA», «Друже Музико», «Орбахоса», Сергій Підкаура, «Брати Гадюкіни», «KYIVMISTAh», «Перкалаба», «Антитіла», «Скрябін», «Тінь Сонця», «Alyona alyona», «Shopping Hour Grp», «Attraktor duo», Христина Панасюк, «Гайдамаки», Фома та гурт «Мандри», Руслан Горовий ft. Сергій Жадан, «СКАЙ», «Яри» & «Папа Карло», Цвях, «Час від часу», Yarmak, «Бетон», «I Miss My Death», «PANCHYSHYN», «Мелодізми», «Entree», «Harmata», «Мрії Марії», «Вертеп», «End of Limits», «Joryj Kłoc», Віка Ягич, «Кімната Гретхен», «Друга Ріка», «Глен Моранж», ХАС, «Liloviy», «Шпилясті кобзарі», «The Sixsters», «Онейроїд», «JAN!S», «Вирій»,Mr.Gray, «NOVI», HASPYD, «VLASNA», «GRÁNAT», «Must Have», «Біла вежа», «Криголам», «ZLIVA NA PRAVO», Віталій Дуднік, Михайло Коваль, «NERA», «Периферія», Антон Крамар, «Ін Тім», «Драбадан», «U.A.R.», «Харцизи», «Syntora», «Поророка», «Толока», «Ярра», «Крутий заміс», «IMLA», «Tetrakon», «Земля живих», «Kolo_dvoh», «Проти Течії», «Yukra», «Колір Ночі», «Марний», «Гетьман», Олександр Положинський та «Три Троянди», «Karantinoz», «REIVA», «PALLAG», «Океан Ельзи» feat alyona alyona, «Зграя», «GREMO», «Rap Army», «Rosequit», «DRAFT», «Souly 22», «БДСМ», «Гражданин Топинамбур», «NAVKA», «Molotov 20», «Чур», Юра Горохов та Дарина Гребенко, «Емаль», «Точка Опори», «SMOG», Місько Барбара і Юрко Єфремов, «Romoza», «Гаражі», «MotoDreamZz», «ГармидерҐВЕР», «Подих долі», «Юкіз», «Shard», «Нумер 482», Валерій Сазонов, Енджі Крейда, «Hurtom», «Паліндром», «Восьма куля», «Chornitsa», «Ґенеза», «Man from light», «Роздоріжжя», «Ґоґодзи Ганскі», «Romax», «E.K.A», Тарас Петриненко. Композиції проекту «Так працює пам'ять» щодня лунають в ефірі радіостанцій «РокРадіо UA»[29] (о 10:40 та о 17:40) та «Блогер ФМ»[30] (о 10.00 та о 16.00).[31][32]

Меморіальна дошка на стіні Іоано-Богословського храму

- Меморіальна дошка на стіні Іоано-Богословського храму21 вересня 2021 року відкрита меморіальна дошка на стіні Іоано-Богословського храму ПЦУ в Харкові[33].
- У жовтні 2021 харківський художник Андрій Пальваль створив мурал з портретом Данила на стіні дитячого освітнього центру у місті Вісбаден у Німеччині[34];
- 28 лютого 2023 року після багатьох років боротьби громадських активістів на сесії Харківської міської ради ухвалено рішення перейменувати комунальний заклад «Харківська спеціалізована школа I—III ступенів № 11 із поглибленим вивченням окремих предметів» на комунальний заклад «Харківський ліцей № 11 ім. Данила Дідіка».[35]
- В листопаді 2023 року, у Голосіївському районі Києва на вулиці Паньківській скверу присвоєно ім'я 15-річного громадського активіста Данила Дідіка[36][37]